# Townsendia pulcherrima
Townsendia pulcherrima là một loài ruồi trong họ Asilidae. Townsendia pulcherrima được Back miêu tả năm 1909. Loài này phân bố ở vùng Tân Bắc giới.